# 格拉沃洛特
格拉沃洛特（法語：Gravelotte，法語發音：[ɡʁavlɔt]）是法国摩泽尔省的一个市镇，属于梅斯区。

## 地理
格拉沃洛特（49°6'37"N, 6°1'47"E）面积5.66 平方千米，位于法国大東部大區摩泽尔省，该省份为法国东北部内陆省份，是洛林的一部分，西南接默尔特-摩泽尔省，东临下莱茵省，北与卢森堡和德国接壤。
与格拉沃洛特接壤的市镇（或旧市镇、城区）包括：摩泽尔河畔阿尔斯、圣马塞尔、瑞西、罗泽里约勒、沃村、韦尔内维尔、勒宗维尔-维永维尔。
格拉沃洛特的时区为UTC+01:00、UTC+02:00（夏令时）。

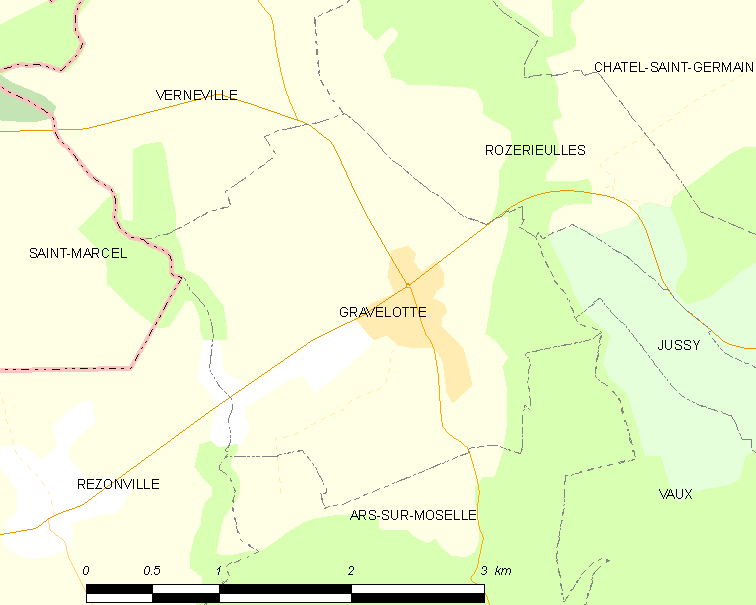
格拉沃洛特的OSM定位图

## 行政
格拉沃洛特的邮政编码为57130，INSEE市镇编码为57256。

## 政治
格拉沃洛特所属的省级选区为摩泽尔山坡县。

## 人口

1962-2008年间格拉沃洛特人口变化图示

格拉沃洛特于2022年1月1日时的人口数量为813人。